# Tipula adzharolivida
Tipula adzharolivida är en tvåvingeart som beskrevs av Evgenyi Nikolayevich Savchenko 1968. Tipula adzharolivida ingår i släktet Tipula och familjen storharkrankar. Inga underarter finns listade i Catalogue of Life.